# Џај Хиндли
Џај Хиндли (енгл. Jai Hindley, 5. мај 1996.) аустралијски је професионални бициклиста од 2016, који тренутно вози за  ворлд тур тим Ред бул—Бора—ханзгро. Освојио је по једном Ђиро д’Италију и Хералд сан тур, док је Ђиро д’Италију једном завршио на другом мјесту. Остварио је двије етапне побједе на Ђиро д’Италији и једну на Тур де Франсу.

## Каријера
Професионалну каријеру почео је 2016. и исте године је завршио Тур де л’Авенир на петом мјесту. Године 2018, прешао је у ворлд тур тим — Санвеб, а први велики резултат остварио је 2019, када је Тур де Полоње трку завршио на другом мјесту, иза Павела Сивакова. Сезона 2020. била је прекинута од марта до августа због пандемије ковида 19; Хиндли је возио Ђиро д’Италију, гдје је остварио једну етапну побједу, а након претпоследње, етапе 20, био је лидер трке, са истим временом као и Тео Гејган Харт, али је био лидер због разлике у стотинкама остварене на два хронометра. То је био први пут у историји на некој гранд тур трци да су два возача имала исто вријеме пред последњу етапу. Хронометар је завршио 39 секунди иза Гејгана Харта и завршио је Ђиро на другом мјесту.
Године 2021. возио је Ђиро, али га није завршио, док је Тур де Полоње трку завршио на седмом мјесту. Године 2022. завршио је Тирено—Адријатико на петом мјесту, након чега је возио Ђиро. Као и на трци 2020. први пут је узео розе мајицу након етапе 20, а затим је сачувао на хронометру и освојио је Ђиро испред Ричарда Карапаза, уз једну етапну побједу, поставши први аустралијски побједник Ђира и први аустралијски побједник неке гранд тур трке након Кадела Еванса, који је освојио Тур де Франс 2011. Године 2023. возио је Тур де Франс по први пут, гдје је остварио једну етапну побједу и завршио је на седмом мјесту у генералном пласману.

## Резултати на тркама

### Резултати на гранд тур тркама
| Гранд тур трке  | 2018. | 2019. | 2020. | 2021. | 2022. | 2023. | 2024. |
| --------------- | ----- | ----- | ----- | ----- | ----- | ----- | ----- |
| Ђиро д’Италија  | —     | 35    | 2     |       | 1     | —     |       |
| Тур де Франс    | —     | —     | —     | —     | —     | 7     |       |
| Вуелта а Еспања | 32    | —     | —     | —     | 10    | —     |       |

| — | Није учествовао |
|   | Није завршио    |